# Militärflugplatz San Vittore

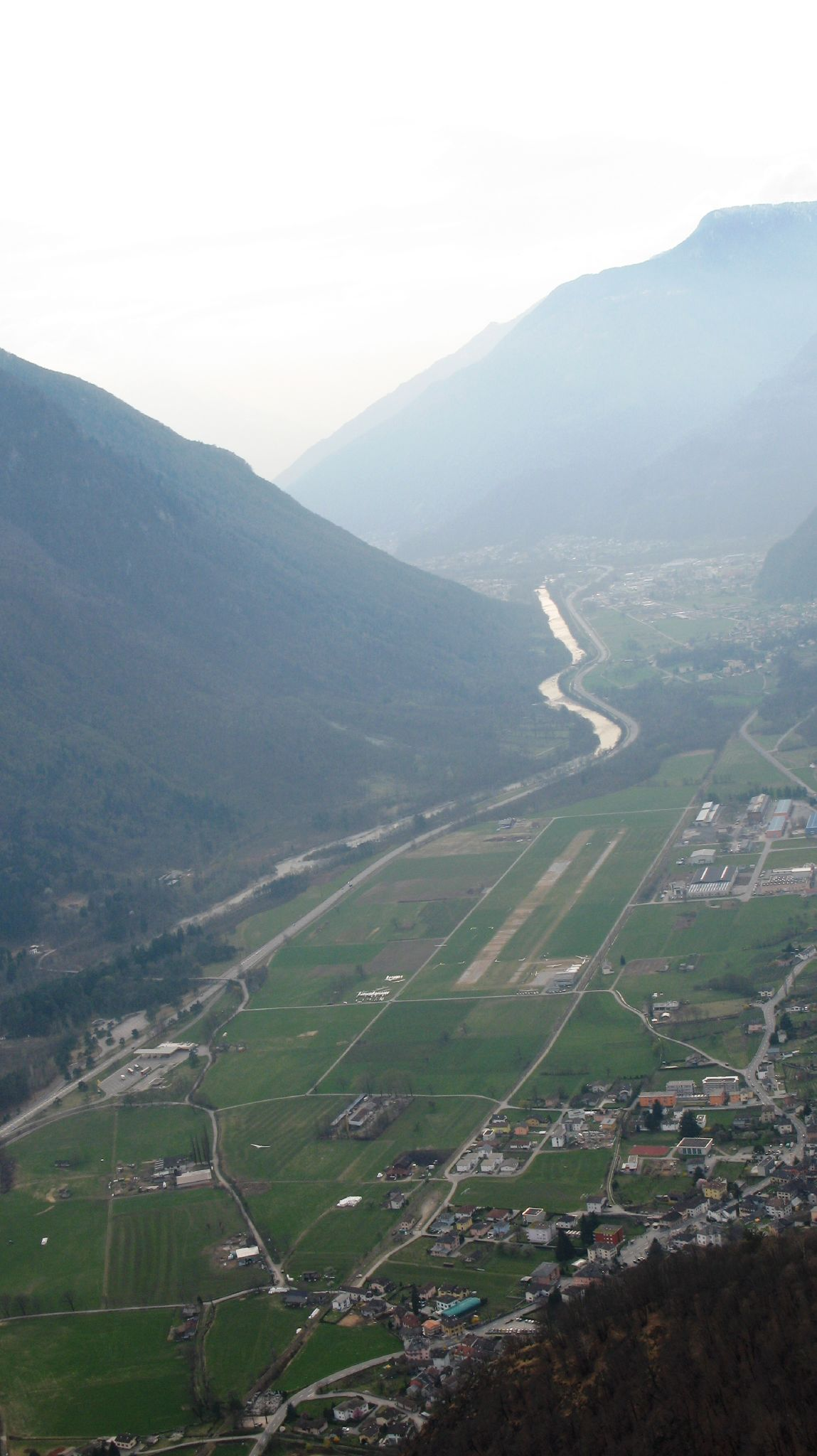
Flugplatz San Vittore

Der Militärflugplatz San Vittore (ICAO-Code LSXV) war ein Militärflugplatz in San Vittore im Schweizer Kanton Graubünden. Er wurde von der Schweizer Luftwaffe 1955 ausgemustert  und wird als Segelfluglager und seit 1978 als Heliport der Heli Rezia benutzt.
Der ehemalige Militärflugplatz befindet sich im Bezirk Moesa (Misox) an der Strasse zum San-Bernardino-Pass, fünf Kilometer nordöstlich der Tessiner Kantonshauptstadt Bellinzona.
Er wurde 1941 als Militärflugplatz während des Zweiten Weltkriegs mit Start- und Landebahnen gebaut und verfügt über eine mit Gitter verstärkte Graspiste.
Mit dem Rückzug der Armee ins Reduit lag der Flugplatz San Vittore ausserhalb der Verteidigungsgrenzen des Reduit.
Das im Besitze der Schweizer Armee (armasuisse) befindliche Flughafenareal soll mit weiteren Flächen im unmittelbaren Umfeld die grösste im Kanton Graubünden vorhandene Landreserve für eine wirtschaftliche Entwicklung darstellen. Der Kanton Graubünden möchte den ehemaligen Militärflugplatz und die umliegenden Landflächen zu einer wettbewerbsfähigen Industriezone entwickeln.